# Saint-Marcel (Meurthe-et-Moselle)
Saint-Marcel település Franciaországban, Meurthe-et-Moselle megyében. Lakosainak száma 150 fő (2022. január 1.). Saint-Marcel Gravelotte, Vernéville, Bruville, Doncourt-lès-Conflans, Jouaville és Rezonville-Vionville községekkel határos.

## Népesség
A település népessége az elmúlt években az alábbi módon változott:
| Lakosok száma | 102  | 111  | 114  | 165  | 141  | 155  | 151  | 149  | 150  | 150  |
|               | 1968 | 1982 | 1990 | 2006 | 2013 | 2015 | 2017 | 2019 | 2020 | 2022 |